# Empada
Empada est une ville et un secteur du même nom dans la région de Quinara en Guinée-Bissau. La ville est située sur le Río Grande de Buba, le secteur borde l'océan Atlantique à l'ouest.

## Historiques
A l'origine, les habitants s'installaient sur le site de la commune en raison de la présence d'une source naturelle, appelée localement « sanjuna ». Le gouvernement portugais a carrelé le puits en 1946 et l'a nommé Fonte Frondosa (la fontaine feuillue).

## Population
La ville compte 2267 habitants; le secteur compte 17 517 habitants selon le recensement de 2009. Les enfants de moins de cinq ans constituaient 22 % de la population. L'analphabétisme est élevé : 11 % des hommes et 23 % des femmes ne savaient ni lire ni écrire en 2009. Les habitants sont majoritairement de la population Biafadas avec d'importantes minorités de Mandinka et quelques Balanta et Fula.

## Subdivision administratif
La ville d'Empada a deux parties avec une subdivision en trois quartiers ( bairros ), chacun avec un ancien du village.
Le secteur Empada comprend 85 communes, principalement des villages ruraux ( tabancas ).
Les principales localités selon le recensement de 2009ː
- Batambali (690)
- Dar Salam (713)
- Empada (2267)
- Franconde Beafada (1255)
- Gã-Comba Beafada (588)
- Médina de Cima Beafada (234)
- Médine de Baixo (387)
- São Miguel Balanta (387)

## Éducation
En plus de quelques dizaines d'écoles primaires, Empada possède un lycée appelé Liceu Dom Settimio A.Ferrazetti. En 2021, le lycée comptait plus de 1000 étudiants. Il y a un centre de santé appelé Rui Djassi avec une dizaine de lits et une salle d'accouchement.

## Économie
Les principales activités économiques de la population du secteur sont la culture de la noix de cajou, la production d'huile de palme, la pêche et, principalement pour leur propre usage, la culture de l'arachide, du haricot, du riz et de divers fruits.

## Personnalité lie a la ville
- Teodora Inácia Gomes (1944- ), homme politique bissau-guinéenne est né à Empada[2].